# Gabriel Martínez-Ábrego
Gabriel Martinez-Ábrego (né le 16 septembre 1998) est un pilote moto mexicain. Il participe actuellement au Championnat du Monde FIM CEV Repsol Moto3 Junior au guidon d'une Mahindra MGP3O. Lors du Grand Prix Moto d'Aragon 2016, il est devenu le premier Mexicain à avoir participé au Championnat du Monde de Vitesse Moto.

## Statistiques

### Résultats

#### Par saison
| Saison | Cat.  | Moto     | Équipe                      | Départs | Victoires | Podiums | Poles | M. tour | Points | Plcd |
| ------ | ----- | -------- | --------------------------- | ------- | --------- | ------- | ----- | ------- | ------ | ---- |
| 2016   | Moto3 | Mahindra | Motomex Worldwide Race Team | 1       | 0         | 0       | 0     | 0       | 0*     | NC*  |
| Total  | 1     | 0        | 0                           | 0       | 0         | 0       |       |         |        |      |

 * Saison en cours

#### Courses par année
| Année | Classe | Vélo     | 1   | 2   | 3   | 4   | 5   | 6   | 7    | 8   | 9   | 10  | 11  | 12  | 13  | 14     | 15  | 16  | 17  | 18  | Pos. | Pts |
| ----- | ------ | -------- | --- | --- | --- | --- | --- | --- | ---- | --- | --- | --- | --- | --- | --- | ------ | --- | --- | --- | --- | ---- | --- |
| 2016  | Moto3  | Mahindra | QAT | ARG | AME | SPA | FRA | ITA | CHAT | NED | GER | AUT | CZE | GBR | RSM | ARA 30 | JPN | AUS | MAL | VAL | NC*  | 0*  |

 * Saison en cours